# Spathiphyllum gracile
Spathiphyllum gracile är en kallaväxtart som beskrevs av George Sydney Bunting. Spathiphyllum gracile ingår i släktet Spathiphyllum och familjen kallaväxter. Inga underarter finns listade.